# Rysk konst

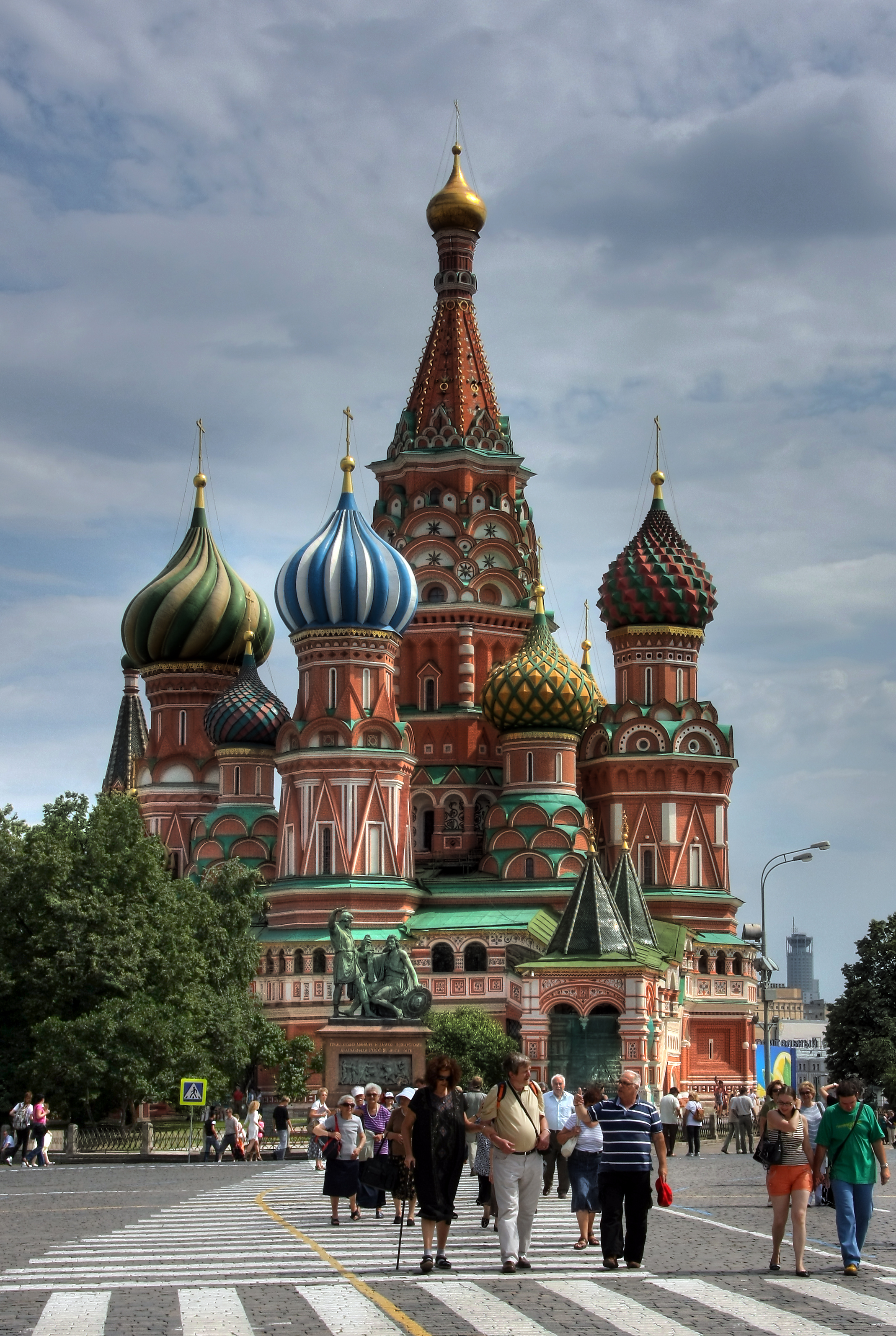
Vasilijkatedralen vid Röda torget i Moskva.

Rysk konst stod under perioden från 900-talet då Kiev kristnades och till Peter den stores närmande gentemot Europa kring 1700 under mycket starkt bysantinskt inflytande. Revolutionen 1917 innebar en radikal förändring av en konsttradition med mycket lång tradition. Inte desto mindre återknöt både Kandinskij och Malevitj bakåt till den rysk-ortodoxa ikonografin som efter den sovjetiska perioden fått en renässans.

## Moskovitisk konst

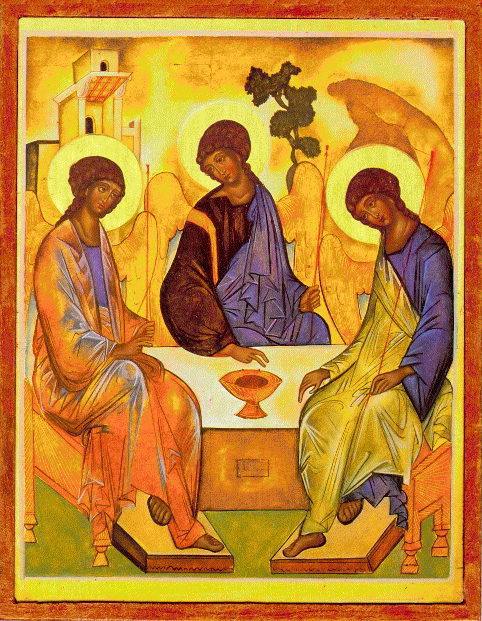
Den heliga trefaldighet av Andrej Rubljov.

Rysk konst kan följas tillbaka till medeltiden. Äldre rysk bebyggelse var av trä. Måleriet dominerade bildkonsten, och även här var kontakten med Bysans stark. Grekiska mästare inkallades för kyrkornas mosaiker och väggmålningar och för det framväxande ikonmåleriet. 
Under 1300–1500-talen dominerade Novgorod- och Stroganovskolorna. Grundaren av Novgorodskolans stramt linjerytmiska måleri var Theophanes greken, som bland annat utförde väggmålningar i Novgorods kyrkor på 1300-talet. Han flyttade senare till Moskva, där hans elev Andrej Rubljov omkring 1400 framträdde som den moskovitiska skolans förste och störste mästare. 
Den nya konstnärliga traditionen syntes inte förrän på 1500-talet då den nya makten i Moskva inledde sina många kyrkobyggnader där italiensk renässans blandades med de traditionella lökkupolerna. Det tidigaste konstverket som finns från tidig kristen tid (moskovitisk tid) är ikonen med Madonna och barnet, målad av Rubljov på 1400-talet när furstendömet Moskva fortfarande var under mongoliskt styre. Madonnaporträttet målades i Moskva och präglades av bysantinsk konststil, det vill säga ansiktena och figurerna stiliserades enligt bysantinsk tradition.
Den politiska makten och därmed även konstutveckling koncentrerades från 1400-talet till Moskva under Ivan III, ”den store”. Han lät inkalla italienska renässansarkitekter för att uppföra befästningsverken kring Kreml samt Kremls katedraler. Italienarna påverkades av den äldre ryska traditionen och förenade denna med italienska renässansformer i bland annat Uspenskijkatedralen (1475–1479) och Ärkeängel Mikaels (Arkhangeliskij-) katedral (1505–1509). I provinsen visade den gamla ryska träbyggnadskonsten stor livkraft i de säregna träkyrkorna med sina mängder av lökkupoler på höga halsar. Denna byggnadskonst, som har tydliga orientaliska inslag, påverkade även stenkyrkorna, bland annat den fantasifulla Vasilijkatedralen i Moskva (1555–1560). 

## Klassicism under Peter den store

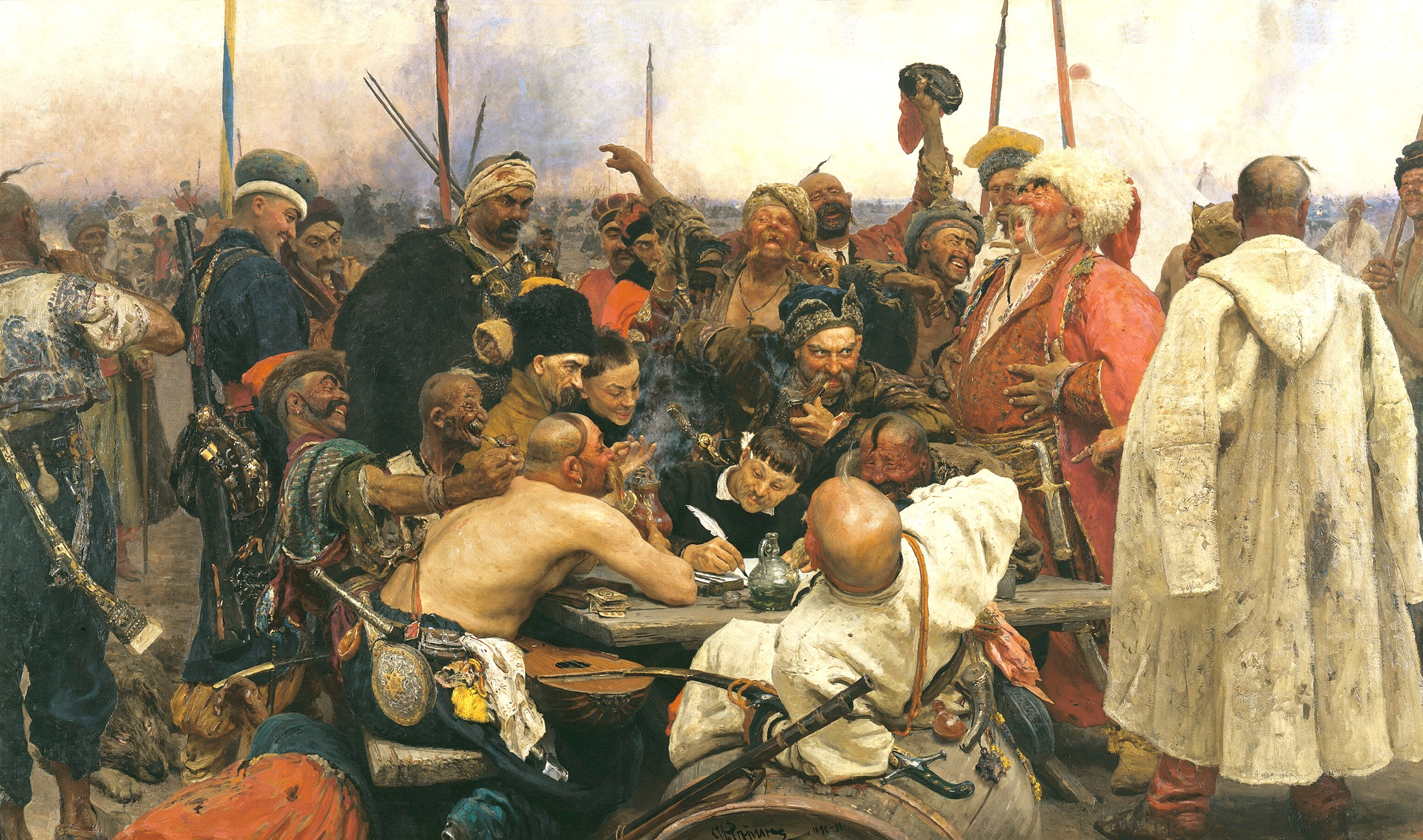
Zaporogkosacker skriver brev till den turkiske sultanen, av Ilja Repin.

Den ryska konsten hade en påtagligt medeltida karaktär fram till Peter den stores tid vid makten på 1700-talet då barock och nyklassicism kombinerades till en typiskt rysk sträng form.
Då öppnades Ryssland mot Västerlandet och kyrkans grepp om konsten efterträddes av tsarens. Italienska, franska och tyska arkitekter inkallades för att anlägga den nya huvudstaden Sankt Petersburg. Italienarna blev tongivande, särskilt Domenico Trezzini, som uppförde Peter-Paulfästningen och dess kyrka (1714–1725), samt Bartolomeo Rastrelli, som i byggnadernas färgsättning och yppiga prakt visar påverkan av äldre rysk byggnadskonst och skapar en speciell rysk barockarkitektur, bland annat Vinterpalatset (1754–1768) i Sankt Petersburg och i Sommarpalatset (1749–1756) i Tsarskoje Selo (nuvarande Pusjkin). 
Under Katarina II slog nyklassicismen igenom och kulminerade vid 1800-talets början i Amiralitetsbyggnaden i Sankt Petersburg av Andrian Sakharov. Sedan en konstakademi inrättats 1767, kunde ryska målare efter hand göra sig gällande. Det realistiska måleriets största namn under 1800-talets senare del var Ilja Repin, som med sina socialt tendentiösa målningar fick stor betydelse för den socialistiska realism, som präglade sovjetkonsten efter revolutionen. 
Mot realismen vände sig sekelslutets unga konstnärer och grundade sammanslutningen Mir inkussiva (Konstens värld) och en tidning med samma namn, där den moderna franska konsten presenterades. Till gruppen hörde den säregne symbolisten Mikhail Vrubel samt en rad konstnärer som blev framstående scendekoratörer och bland annat fick stor betydelse för Ryska balettens triumfer i Paris på 1910-talet, däribland Lev Bakst, Mikhail Larionov och Natalja Gontjarova. 

## Revolutionen och modernismen

I grått, Vasilij Kandinskij (1919).

Nya avantgardistiska grupper framträdde i början av 1900-talet. Bland dem fanns konstnärer som inte nöjde sig med att ta emot impulser från väst utan själva aktivt påverka den moderna västerländska konstens utveckling. Till dessa hörde några av den nonfigurativa konstens banbrytare, inom måleriet, bland andra Kandinskij och Malevitj, inom skulpturen Alexander Archipenko och de 1917 framträdande konstruktivisterna Vladimir Tatlin, Naum Gabo och Antoine Pevsner, vidare den drömskt visionäre Chagall, expressionisten Chaim Soutine med flera. 
Under en kort period före och efter den ryska revolutionen utövade Ryssland för första gången ett direkt inflytande på konsten utanför landets gränser. Futurismen och den abstrakta konsten som då blev till räknas fortfarande till modernismens första pionjärverk.

## Sovjetunionen och den socialistiska realismen

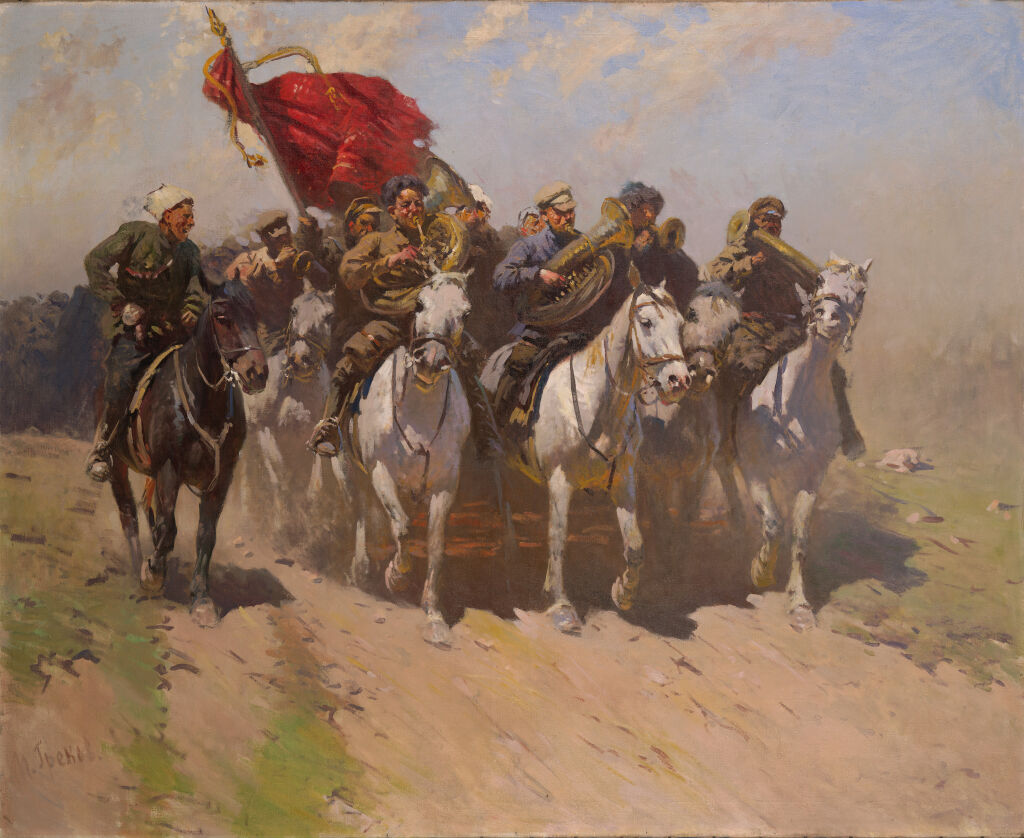
Trumpetare från 1:a kavalleriet, Mitrofan Grekov (1934).

Under Sovjettiden var den socialistiska realismen den rådande doktrinen vilket ledde till en ny period av isolering för de ryska konstnärerna.
När det politiska läget började stabiliseras omkring 1922 insåg ledarna att det arbetande ryska folket inte var betjänt av de radikala konstriktningarna utan bättre behövde en propagandistisk konst, som gav en lättfattlig samhällsskildring. De flesta avantgardistiska konstnärerna lämnade landet och var därefter verksamma i Västeuropa och USA, medan socialistisk realism därefter blev den enda accepterade konstriktningen i Sovjetunionen. Arbetarnas och böndernas kamp förhärligades i målningar och skulpturer. 
Arkitekturen drabbades av samma öde som bildkonsten. Efter en period av extremt moderna former omkring 1920, till exempel i Isvestijas byggnad i Moskva, tvingades den åter vända sig mot de historiska stilarna, och särskilt under Stalintiden växte fram en rysk monumentalarkitektur som anknöt till barock och klassicism, såsom universitetet i Moskva och en rad tunnelbaneinteriörer. Efter Stalins död blev dock byggnadskonsten sakligare och kärvare. Även inom bildkonsten mildrades kraven på verklighetstrogen återgivning något.

## Det nya Ryssland
Sedan Sovjetunionens upplösning har flera konstnärer gjort omtalade framträdanden i väst. Deras verk behandlar dels erfarenheterna från Stalintiden men har också testat den nya friheten genom att provocera med våld och sexualitet.